# Ивантеево (Вологодская область)
Ивантеево — деревня в Белозерском районе Вологодской области.
Входит в состав Енинского сельского поселения, с точки зрения административно-территориального деления — в Енинский сельсовет.
Расположена на берегу Урозера. Расстояние по автодороге до районного центра Белозерска составляет 47 км, до центра муниципального образования посёлка Лаврово — 4 км. Ближайшие населённые пункты — Енино, Лаврово, Семкино.
По данным переписи в 2002 году постоянного населения не было.